# Infinitesimal

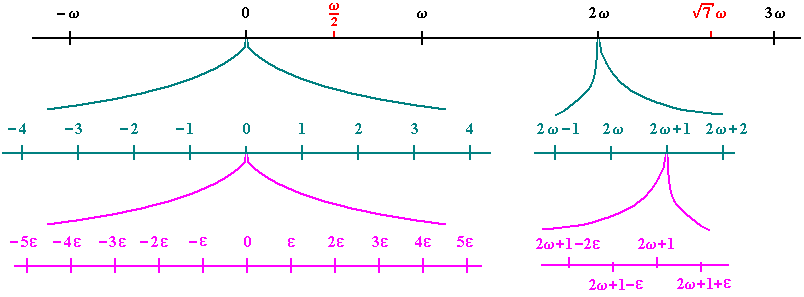
Números hiperreales.

Lo infinitesimal o infinitésimo se refiere a una cantidad más cercana a cero que cualquier número real estándar pero diferente de cero. El término empezó como una noción informal y no rigurosa originalmente pensada como una "cantidad infinitamente pequeña", y originalmente fundamentó ciertos razonamientos del cálculo infinitesimal. En la crisis de los fundamentos matemáticos de principios del siglo XIX  los infinitésimos fueron abandonados por los matemáticos, aunque siguieron siendo tratados informalmente en las ciencias aplicadas, y se suelen considerar como números en la práctica. Solo después de la segunda mitad del siglo XX apareció un enfoque totalmente riguroso de los números infinitesimales.
El análisis no estándar introducido en los años 1960 por Abraham Robinson es un enfoque axiomático y riguroso que permite introducir infinitesimales (números hiperreales no nulos cuyo valor absoluto es más pequeño que cualquier número real estándar). Si bien los resultados que pueden lograrse mediante el análisis no estándar pueden ser alcanzados por la teoría estándar de los números reales, existen muchas demostraciones matemáticas y deducciones que son más simples y breves cuando se usan el análisis no estándar. El inverso multiplicativo de un infinitesimal es un número real no estándar ilimitado.

## Introducción
El cálculo infinitesimal fue propuesto inicialmente por Arquímedes. Luego fue utilizado por Isaac Newton y Gottfried Leibniz, en los albores del surgimiento del análisis matemático moderno, pero posteriormente fue desacreditado por George Berkeley y finalmente olvidado. Durante el siglo XIX Karl Weierstrass y Cauchy comenzaron a utilizar la definición formal de límite matemático, por lo que el cálculo infinitesimal ya no era necesario. Sin embargo durante el siglo XX los infinitesimales fueron rescatados como una herramienta que ayuda a calcular límites de forma simple. Es bastante popular el uso de infinitésimos en la bibliografía rusa.
Otra manera de trabajar con los infinitésimos es considerarlos como números, y no como límites, es decir trabajar en un conjunto {\displaystyle \Re } que contenga más números que los usuales. Se les llaman números hiperreales, y son una creación del análisis no estándar.

## Análisis estándar

### Noción general
Un infinitesimal o infinitésimo se asocia a una cantidad muy pequeña, un posible intento de formalizar es considerar infinitesimal como función o magnitud que satisfaga:
{\displaystyle \lim _{x\to a}f(x)=0} se dice que f es un infinitésimo en x=a
Algunas funciones son infinitésimos en determinados puntos, por ejemplo:
f(x) = x-1 es un infinitésimo en x=1.
g(x) = sen(x) es un infinitésimo en {\displaystyle 0+k\pi } con {\displaystyle k\in \mathbb {Z} }.
Por lo tanto, toda función cuando tiende a 0 en un punto se denomina infinitésima.

### Propiedades de los infinitésimos
1. La suma finita de infinitésimos es un infinitésimo.
2. El producto de dos infinitésimos es un infinitésimo.
3. El producto de un infinitésimo por una función acotada es un infinitésimo.
4. El producto de una constante por un infinitésimo es un infinitésimo.

### Comparación de infinitésimos
Dadas {\displaystyle \lim _{x\to a}f(x)=0} y {\displaystyle \lim _{x\to a}g(x)=0}
1. Si {\displaystyle \lim _{x\to a}{\frac {f(x)}{g(x)}}=\pm \infty } f y g son infinitésimos comparables en x=a y f es un infinitésimo de orden inferior a g en x=a.
2. Si {\displaystyle \lim _{x\to a}{\frac {f(x)}{g(x)}}=0} f y g son infinitésimos comparables en x=a y f es un infinitésimo de orden superior a g en x=a.
3. Si {\displaystyle \lim _{x\to a}{\frac {f(x)}{g(x)}}=l} con {\displaystyle l} perteneciente a {\displaystyle \mathbb {R} -\left\{0\right\}} f y g son infinitésimos del mismo orden en x=a.
4. En particular, si {\displaystyle {\underset {x\to a}{\mathop {\lim } }}\,{\frac {f\left(x\right)}{g\left(x\right)}}=1} f es un infinitésimo equivalente a g en x=a

Si dos infinitésimos son equivalentes entonces se puede aproximar uno a otro. Es decir si f(x) y g(x) son infinitésimos equivalentes cuando {\displaystyle x\to a} entonces se puede decir que {\displaystyle f(x)\approx g(x)} cuando {\displaystyle x\to a}. Si se presentan como factor o divisor pueden sustituirse uno por otro para el cálculo de límites cuando {\displaystyle x\to a}:
Teorema: si existe el límite de {\displaystyle f(x)/h(x)} cuando {\displaystyle x\to a}, siendo {\displaystyle f} y {\displaystyle g} infinitésimos equivalentes en {\displaystyle x=a}, entonces el límite de {\displaystyle g(x)/h(x)} es igual al límite de {\displaystyle f(x)/h(x)}.

### Algunos Infinitésimos equivalentes
{\displaystyle f(x)\,} es un infinitésimo cuando {\displaystyle x\to 0}:
1. {\displaystyle \operatorname {sen}(x)\approx x}
2. {\displaystyle \tan(x)\approx x}
3. {\displaystyle 1-\cos(x)\approx {\frac {x^{2}}{2}}}
4. {\displaystyle \arcsin(x)\approx x}
5. {\displaystyle \arctan(x)\approx x}
6. {\displaystyle e^{x}-1\approx x}
7. {\displaystyle \ln(1+x)\approx x}
8. {\displaystyle a^{x}-1\approx x\cdot \ln(a)}
9. {\displaystyle {\frac {(x+1)^{n}-1}{x}}\approx n,\ n>1}

{\displaystyle f(x)\,} es un infinitésimo cuando {\displaystyle x\to 1}:
1. {\displaystyle \ln(f(x))\approx f(x)-1}

## Análisis no estándar
El análisis no estándar es una generalización del análisis real. El análisis no estándar permite definir además de los objetos definibles en la teoría ordinaria de los números reales nuevos objetos denominados "externos" o "no estándar". Cualquier objeto (número, conjunto o función) definible en la teoría convencional de los números reales es un objeto "estándar" dentro del análisis no estándar. Junto con los objetos "estándar" el análisis no estándar de Robinson permite introducir "objetos no estándar" como número inifinitesimales o números ilimitados (infinitos) y manejarlos de manera totalmente coherente dentro de la teoría.
La teoría no estándar parte de introducir un nuevo predicado {\displaystyle \scriptstyle \mathrm {st} (\cdot )}, ese predicado permite construir un lenguaje formal que incluye a la teoría ordinaria de los números reales pero permite definir nuevos números (concretamente la noción de número "i-pequeño" e "i-grande" permiten construir números infinitesimales y números ilimitados más grandes que cualquier número real estándar u ordinario). El predicado "estándar" se caracteriza por tres axiomas adicionales que no posee la teoría ordinaria de los números reales, y que por tanto crean un lenguaje formal que permite formalizar números adicionales.  El análisis no estándar hace un uso crucial de números infinitesimales e ilimitados:
- Un número ε es infinitesimal si para cualquier número entero estándar n se cumple que |ε| < 1/n. El único número real estándar con esa propiedad es el cero, pero existe una infinidad r de números reales no estándar tales que: r < 1/n, para cualquier número entero estándar. El predicado inf(·) formaliza la noción de infinitesimal, a partir de la relación primitiva de estándar:

{\displaystyle \mathrm {inf} (r)\Leftrightarrow \left[\forall n:\mathrm {st} (n)\land \left(-{\frac {1}{n}}<r<{\frac {1}{n}}\right)\right]}

- Análogamente puede definirse un número ilimitado (o infinito) como cualquier número real r tal que r > n para todo número entero estándar. La clave en esa definición es el término estándar, en la teoría ordinaria de los números reales al no existir la noción de estándar no puede formalizarse el concepto de infinito. El predicado Inf(·) formaliza la noción de número ilimitado, a partir de la relación primitiva de estándar:

{\displaystyle \mathrm {Inf} (r)\Leftrightarrow \left[\forall n:\mathrm {st} (n)\land \left(r<-n\lor r>n\right)\right]}

El análisis no estándar por tanto permite construir un conjunto de números que extiende al de los números reales, este conjunto es de los números hiperreales y se representa como {\displaystyle {}^{*}\mathbb {R} } y en él se pueden definir reglas aritméticas para los números infinitesimales (inf(·)), ilimitados (Inf(·)), limitados (complemento del anterior: ¬Inf(·)) y apreciables (ni infinitesimos, ni ilimitados: ¬inf(·)∧¬Inf(·)), a partir de estos cuatro conjuntos se tienen las siguientes reglas de Leibniz para las operaciones aritméticas de estos conjuntos:
| +/-           | infinitesimal | limitado  | apreciable | ilimitado |
| ------------- | ------------- | --------- | ---------- | --------- |
| infinitesimal | infinitesimal | limitado  | apreciable | ilimitado |
| limitado      | limitado      | limitado  | limitado   | ilimitado |
| apreciable    | apreciable    | limitado  | limitado   | ilimitado |
| ilimitado     | ilimitado     | ilimitado | ilimitado  | ?         |
Para la multiplicación las reglas de Leibniz son las siguientes:
| x             | infinitesimal | limitado      | apreciable    | ilimitado |
| ------------- | ------------- | ------------- | ------------- | --------- |
| infinitesimal | infinitesimal | infinitesimal | infinitesimal | ?         |
| limitado      | infinitesimal | limitado      | limitado      | ?         |
| apreciable    | infinitesimal | limitado      | apreciable    | ilimitado |
| ilimitado     | ?             | ?             | ilimitado     | ilimitado |